# Zehn-Punkte-Programm
Als Zehn-Punkte-Programm bezeichnet man ein Programm des damaligen Bundeskanzlers Helmut Kohl zur Neuregelung der deutsch-deutschen Beziehungen und zur Lösung der deutschen Frage, das er in einer Rede vor dem Deutschen Bundestag am 28. November 1989 formulierte. Er schlug darin zur Überraschung des Auslands, der Alliierten wie der DDR-Führung, aber auch der Bundestags-Opposition und seines Koalitionspartners einen Stufenplan zur Vereinigung Deutschlands und Europas vor, der als Wegmarke für die deutsche Wiedervereinigung gilt.

## Kontext
Die Öffnung der innerdeutschen Grenze und der Mauerfall am 9. November 1989 ermöglichten Reisefreiheit für DDR-Bürger in den Westen. Nun stand die Zukunft der beiden deutschen Staaten auf der politischen Tagesordnung. Während sich die Bundesregierung öffentlicher Äußerungen bisher enthalten hatte, hatte der gerade ins Amt gekommene, dem Reformflügel der SED angehörende DDR-Ministerpräsident Hans Modrow in seiner ersten Regierungserklärung vom 17. November 1989 dafür ausgesprochen, „die Verantwortungsgemeinschaft beider deutscher Staaten durch eine Vertragsgemeinschaft zu untersetzen“, wodurch „beide deutsche Staaten und ihre Beziehungen wichtige Pfeiler für den Bau und die Ausgestaltung des gemeinsamen europäischen Hauses“ werden sollten. Damit wollte Modrow den Forderungen nach einer Vereinigung begegnen und die durch Massenproteste und Fluchtbewegung instabile Lage in den Griff bekommen.
Ausgangspunkt des Programms Kohls war eine Unterredung des Kohl-Vertrauten und Beauftragten für die Deutschlandpolitik, Horst Teltschik, mit Nikolai Portugalow am 21. November 1989 in Bonn, in der Portugalow im Auftrag Walentin Falins die Position der Bundesregierung zur Zukunft beider deutscher Staaten sondierte. Während das mitgebrachte amtliche Schreiben nicht von den erwartbaren Formulierungen abwich, legte Portugalow zusätzlich ein von ihm handgeschriebenes Non-Paper vor, dessen Inhalt sensationell war: „Rein theoretisch gefragt: Wenn die Bundesregierung beabsichtigen würde, die Frage der Wiedervereinigung bzw. Neuvereinigung in die praktische Politik einzuführen, dann wäre es vernünftig, öffentlich über die Vorstellung der zukünftigen Allianzzugehörigkeit beider deutscher Staaten … nachzudenken.“ Dies „elektrisierte“ Teltschik, weil die Möglichkeit der Vereinigung in der Sowjetunion offenbar erwogen wurde, und informierte sofort Kohl. Bei einer Besprechung im Kanzlerbungalow am Abend des 23. November 1989 setzte Teltschik gegen den Rat des Chef des Bundeskanzleramts Rudolf Seiters durch, dass Kohl in den anstehenden Haushaltsberatungen des Bundestages in der kommenden Woche sein Programm für eine Vereinigung vorstellen sollte, um die Meinungsführerschaft bei dem Thema zu gewinnen („Orientierungs-, Abgrenzungs- und Führungsfunktion“). Die Eckpunkte wurden festgelegt und in den kommenden Tagen im Kanzleramt konkretisiert; die Form der zehn Punkte entwickelte aus Gründen der Einprägsamkeit Uwe Kaestner, der Begriff „Programm“ wurde in Abgrenzung zum früheren Deutschlandplan gebraucht. Am Wochenende besprach sich Kohl in Oggersheim über den vorgelegten Entwurf mit Vertrauten wie Fritz und Erich Ramstetter und dem Staatsrechtler Rupert Scholz; seine Frau Hannelore Kohl hielt den veränderten Text auf ihrer Reiseschreibmaschine fest.
Am Montag, den 27. November 1989 informierte Kohl allgemein über einen ausgearbeiteten Stufenplan zur Vereinigung das CDU-Präsidium und skizzierte ihn genauer in der Sitzung der Unionsfraktion. Die Oppositionsfraktionen der SPD und der Grünen, aber auch die Fraktion des Koalitionspartners FDP ließ er im Dunkeln. Kohl hielt die Rede am Morgen des 28. November im Bundestag ohne Wissen der westlichen Alliierten; nur dem Weißen Haus war kurz zuvor der Wortlaut mitgeteilt worden, wo es zu dem Zeitpunkt allerdings noch nachts war.
Falin hatte mit den Spitzenpolitikern der DDR, Egon Krenz und Hans Modrow, erst am 24. November 1989 und damit drei Tage nach der Unterredung Portugalows mit Teltschik das Gespräch gesucht und die Überlegung in den Raum gestellt, Modrows „Vertragsgemeinschaft“ in Richtung einer Konföderation weiterzuentwickeln – „und daß das auch weitergehen könnte“ (so die Erinnerung Modrows). Krenz informierte das SED-Politbüro am 28. November und gab Außenminister Oskar Fischer den Auftrag, über die Konföderationsidee mit Moskau zu sprechen – eine „träge, fast schon widerwillige Reaktion“ (Hans-Hermann Hertle), die durch Kohls Bundestagsrede am gleichen Tag überholt wurde. Kohl hatte „die Initiative gestohlen“ und dabei die sowjetische Zielvorstellung zur Zwischenstufe in Richtung Einheit umgewandelt – so hatte Falin statt der beabsichtigten Blockade einer Vereinigung unfreiwillig den Prozess beschleunigt und die verbündete Ost-Berliner Führung düpiert. Ungeklärt ist, in wessen Auftrag Portugalow das zweite Schreiben verfasst und mitgebracht hatte. Gorbatschow selbst hat jede eigene Kenntnis – für Alexander von Plato glaubwürdig – bestritten; womöglich handelte Portugalow auf eigene Faust, für das Internationale Komitee der KPdSU oder für Falin; in jedem Fall war die Führung der Sowjetunion in der deutschen Frage nicht geeint. Von Plato sieht beim Treffen mit Teltschik eine „äußerst produktive gegenseitige Missdeutung“: Portugalow habe (unzutreffend) vermutet, die westdeutsche Seite sei bereits weit vorangeschritten in ihren Deutschlandplänen, und versuchte Einfluss auszuüben, während diese erst dadurch zur Überzeugung gebracht worden sei, dass wiederum die Deutschlandpläne in Moskau bereits in einem fortgeschrittenen Stadium seien und schneller Handlungsbedarf bestehe.

## Inhalt
Von den zehn Programmpunkten betrafen die ersten fünf die innerdeutsche und die nächsten die europäische Situation. Die Rede war „nach allen Seiten abgefedert“ und vermied etwa das politisch umstrittene Wort „Wiedervereinigung“ oder Aussagen zur künftigen Ostgrenze (siehe Oder-Neiße-Grenze) oder zu zukünftigen Bündniszugehörigkeiten. Den Ausschlag dafür gaben laut dem Mitverfasser Teltschik taktische Gründe: Man habe gewusst, dass der Vorstoß Widerstand hervorrufen würde: „Nicht nur in Moskau. Also mussten wir die Rede so anlegen, dass wir möglichst viel Widerstand von vornherein abbauen.“

### Punkt 1 – Sofortmaßnahmen humanitärer Art
Es muss die Möglichkeit bestehen, frei in die DDR ein- sowie auszureisen. Dies ist eine sachliche Voraussetzung, damit Hilfe im humanitären und medizinischen Bereich wirken kann.

### Punkt 2 – Umfassende Wirtschaftshilfe
Die Bundesrepublik Deutschland ist bereit, wirtschaftlich, wissenschaftlich-technologisch und kulturell eng mit der Deutschen Demokratischen Republik (DDR) zusammenzuarbeiten. Dazu muss aber eine Angleichung der Verhältnisse geschaffen werden, indem zum Beispiel das marode und spärliche Telefonnetz der DDR und Eisenbahnverbindungen jeglicher Art von Grund auf saniert und erweitert werden. Überregionale Verbindungen wie Hannover–Berlin oder Moskau–Warschau–Berlin–Paris sind wieder aufzunehmen.

### Punkt 3 – Ausbau der Zusammenarbeit beider Staaten
Die Bundesrepublik Deutschland zielt auf eine umfassende Ausweitung der Zusammenarbeit, wenn ein grundlegender Wandel des politischen und wirtschaftlichen Systems in der DDR vollzogen wird. Das heißt im Konkreten, dass die Suprematie der SED abgeschafft wird und freie, geheime Wahlen eingeführt werden, das Recht auf Opposition eingeführt wird und der Staat ein demokratisches Antlitz erhält, das politische Strafrecht abgeschafft wird und politische Gefangene freigelassen werden und die bürokratische Planwirtschaft der Vergangenheit angehört.

### Punkt 4 – Vertragsgemeinschaft
Es ist zunächst eine Vertragsgemeinschaft anzustreben. Diese beinhaltet ein dichtes Netz von Vereinbarungen und in naher Zukunft auch gemeinsame Institutionen. Bereits bestehende oder neu gegründete Kommissionen könnten neue Aufgaben in Wirtschaft, Verkehr, Umweltschutz, Wissenschaft und Technik, Gesundheit oder Kultur übernehmen.

### Punkt 5 – Schaffung konföderativer Strukturen
Es ist sogar denkbar, konföderative Strukturen zu erschaffen, um in Deutschland eine bundesstaatliche Ordnung zu errichten. Voraussetzung für einen solchen Schritt ist allerdings eine vom Volk legitimierte und demokratisch gewählte Regierung der DDR. Vorstellbar sind in diesem Rahmen ein gemeinsamer Regierungsausschuss zur ständigen Konsultation und politischen Abstimmung, gemeinsame Fachausschüsse, ein gemeinsames parlamentarisches Gremium. Sogar eine deutsche Einheit ist greifbar, wenn dies im Sinne der Entwicklung in der DDR ist.

### Punkt 6 – Einbettung des deutschen Einheitsprozesses in gesamteuropäische Entwicklung
Der deutsche Einheitsprozess ist in die gesamteuropäische Entwicklung einzubetten. Ein neues Deutschland muss von seiner Architektur her in den europäischen Kontext passen. Ein vereintes Deutschland ist ein Zeichen für die Vereinigung Europas.

### Punkt 7 – EG-Beitritt reformorientierter Ostblockstaaten
Die reformorientierten Ostblockstaaten sollen der Europäischen Gemeinschaft beitreten und samt der DDR an den westlichen Markt herangeführt werden, damit das wirtschaftliche und soziale Gefälle in Europa abgebaut werden kann. Soweit die Staaten Mittel- und Südosteuropas die erforderlichen Voraussetzungen erfüllen, sind sie auch willkommen, dem Europarat und insbesondere auch der Konvention zum Schutze der Menschenrechte beizutreten.

### Punkt 8 – Forcierung des KSZE-Prozesses
Innerhalb dieses Prozesses sollen sich die jeweiligen Mitgliedstaaten über Menschenrechte, wirtschaftliche Zusammenarbeit, kulturelles Erbe und Umweltfragen verständigen.

### Punkt 9 – Abrüstung und Rüstungskontrolle
Die Überwindung der Trennung Europas und der Teilung Deutschlands erfordern weitreichende und zügige Schritte in der Abrüstung und Rüstungskontrolle. Vor allem die Nuklearpotenziale der beiden Supermächte USA und UdSSR sollten auf ein strategisches Minimum reduziert werden. Konventionelle Streitkräfte in Europa sollen abgebaut und chemische Waffen weltweit verboten werden.

### Punkt 10 – Deutsche Einheit
Mit dieser Politik wird auf einen Zustand des europäischen Friedens hingewirkt, in dem das deutsche Volk in freier Selbstbestimmung seine Einheit wiedererlangen kann. Die Wiedervereinigung, das heißt die Wiedergewinnung der staatlichen Einheit Deutschlands, bleibt das politische Ziel der Bundesregierung.

## Reaktionen
Die Rede bekam unter anderem Beifall von der SPD. Besonders lang war die Beifallsbekundung der CDU/CSU und der FDP. Durch das Überraschungsmoment blieb den Parlamentariern nichts anderes übrig als Zustimmung zu signalisieren. Auch wenn Kohl inhaltlich keine Änderungen zur bereits bekannten Position der Bundesregierung in der deutschen Frage vortrug, wurde die Rede als Bekräftigung des Willens zu einer schnellen Vereinigung der beiden deutschen Staaten aufgenommen. Für die SPD signalisierte Karsten Voigt Zustimmung, ebenso der nicht zuvor eingeweihte und deshalb verärgerte Bundesaußenminister Hans-Dietrich Genscher (FDP). Die Grünen, die sich allgemein gegen das Wiedervereinigungsgebot der Präambel des Grundgesetzes aussprachen, lehnten Kohls Politik als „Gefahr für Europa“ ab und plädierten für eine dauerhafte Zwei-Staaten-Lösung. Aber auch eine Reihe weiterer Spitzenpolitiker, darunter Otto Graf Lambsdorff von FDP und die „Enkelgeneration“ Willy Brandts in der SPD, vor allem Oskar Lafontaine, äußerten Kritik an Kohls Kurs. Am 1. Dezember 1989 stimmte der Bundestag über das Zehn-Punkte-Programm ab; CDU/CSU und FDP stimmten zu, die SPD-Fraktion enthielt sich, weil eine Aussage zur Ostgrenze fehlte.
Kohls Vorstoß wurde international von vielen skeptisch aufgenommen. Die US-Regierung unter Präsident George Bush stimmte bereits am Folgetag einer Vereinigung grundsätzlich zu, allerdings nur, wenn Deutschland Teil der westlichen Bündnisse NATO und EG bleibe, was Andreas Rödder als Maximalforderung bezeichnet, die komplementär zu sonst pragmatischen Realpolitik dieser Regierung stehe. Die Regierungen der Sowjetunion, Großbritanniens und Frankreichs lehnten das Programm ab, da darin kein Verzicht auf die deutschen Ostgebiete enthalten war und die Befürchtung bestand, Deutschland könne zu mächtig werden. Michail Gorbatschow und sein Außenminister Schewardnadse kritisierten Kohls Vorstoß gegenüber Bundesaußenminister Genscher am 5. Dezember 1989 in undiplomatischer Schärfe und nannten die Zehn Punkte Kohls ein „Ultimatum“ sowie eine „äußerst dreiste Einmischung in die inneren Angelegenheiten eines souveränen Staates“; Kohl agiere wie ein Elefant im Porzellanladen, was Erinnerungen an die deutsche Vergangenheit wachrufe. Genscher schilderte später, Gorbatschow habe so verärgert reagiert, weil er überrumpelt worden sei – nachdem man einander im Juni 1989 versprochen habe, sich in allen wichtigen Fragen zu konsultieren; ab diesem Zeitpunkt sei er „Getriebener“ der Entwicklung gewesen.
Die Regierung Polens forderte ein Mitspracherecht. Der neue DDR-Ministerpräsident Hans Modrow lehnte das Programm als „an den Realitäten“ und der Souveränität der DDR vorbeigehend ab; eine Vereinigung sei „nicht auf der Tagesordnung“. Auch in Teilen der DDR-Bürgerbewegung herrschte Skepsis vor. Dagegen wurde die Rede in weiten Teilen der DDR-Bevölkerung als Signal für eine schnelle Einheit aufgefasst; bereits seit dem 13. November 1989 hatte sich auf den Montagsdemonstrationen der Ruf „Wir sind das Volk“ begonnen sich zu „Wir sind ein Volk“ und „Deutschland, einig Vaterland“ zu wandeln.
Das von Kohl skizzierte Programm einer vorsichtigen, stufenweisen Annäherung wurde von den immer schnelleren Veränderungen innerhalb der DDR überholt. Bei der ersten freien Volkskammerwahl 1990 gewann die Allianz für Deutschland, die sich für eine schnelle Vereinigung der beiden deutschen Staaten einsetzte, was zur schnellen Umsetzung der Einheit bis zum 3. Oktober 1990 führte.

## Historische Einordnung
Der Historiker Andreas Rödder (CDU) urteilt, Kohls Programm habe in die deutsche Frage „erhebliche Bewegung gebracht“; für ihn leitete das Programm die „Scharnierzeit“ der Wiedervereinigung ein, indem es die deutsche Frage auf die Tagesordnung der großen Politik setzte und damit im Sinne einer „nationalen Wende“ aus den Händen der Bürgerbewegung in die Verantwortung der Bonner Regierung legte. Rödder erkennt Kohl zu, instinktiv die Entwicklung der Stimmung in der Bevölkerung der DDR erfasst und „eine informelle nationale Koalition mit der Massenbewegung“ dort geschlossen zu haben, die zur schnellen Vereinigung führte.